# Rechenzentrum

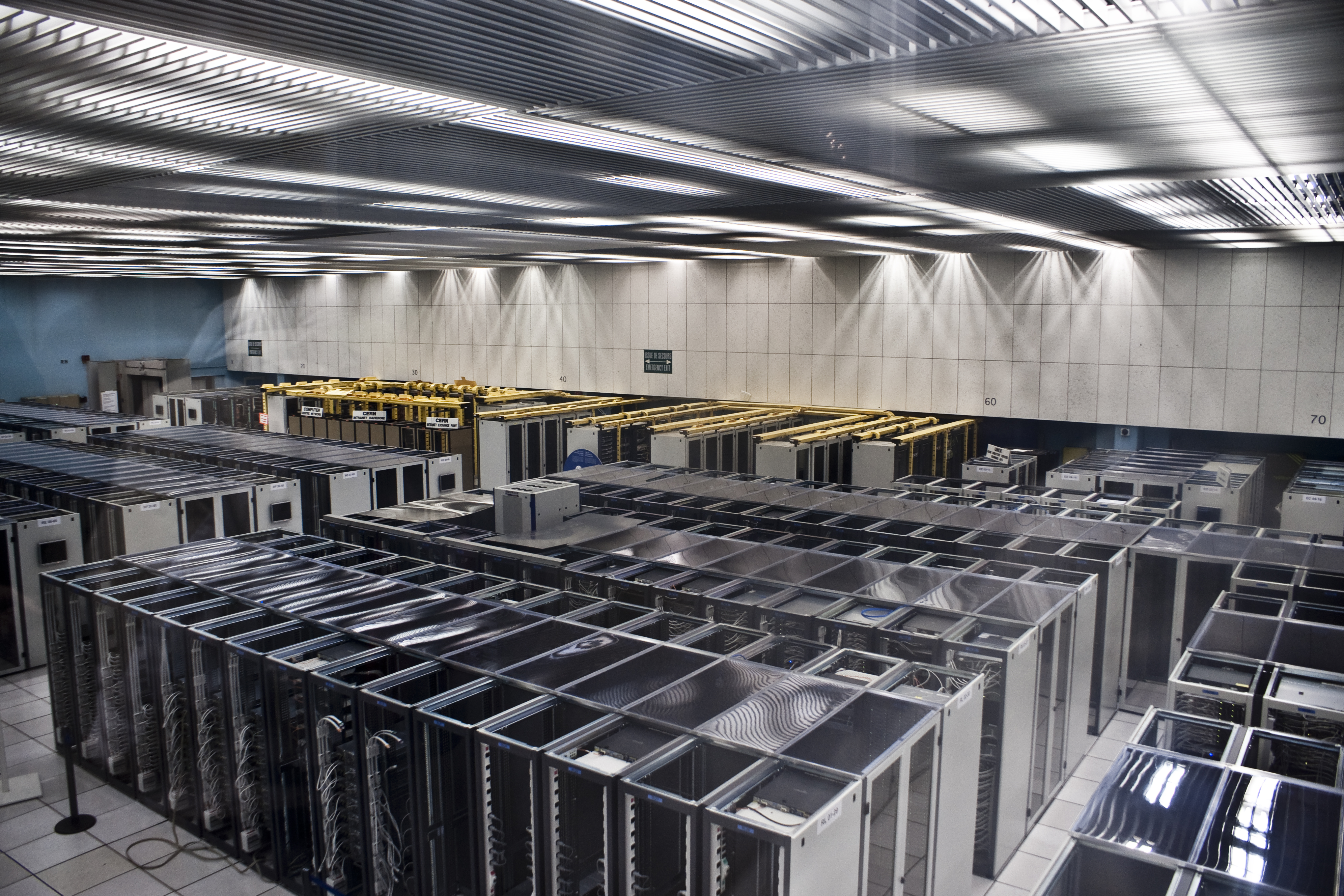
Rechenzentrum im CERN

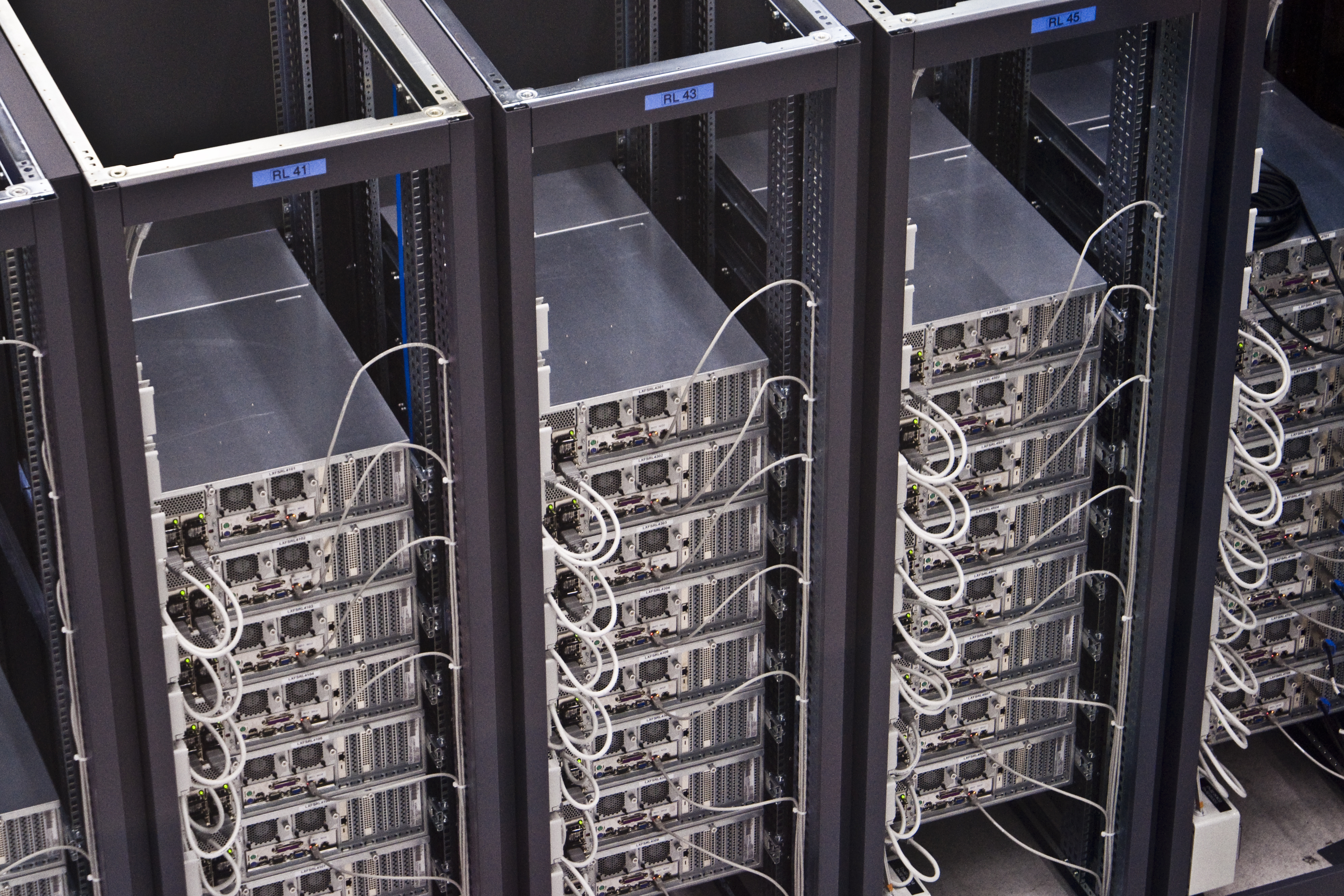
Server im Rechenzentrum von CERN

Mit Rechenzentrum (kurz: RZ; oder aus dem Englischen entlehnt: [das] Datacenter) bezeichnet man sowohl das Gebäude als auch die Räumlichkeiten, in denen die zentrale Rechentechnik (z. B. Rechner, aber auch die zum Betrieb notwendige Infrastruktur) einer oder mehrerer Unternehmen bzw. Organisationen untergebracht ist, als auch die Organisation selbst, die sich um diese Computer kümmert. Ihr kommt damit eine zentrale Bedeutung in der Nutzung von EDV in Unternehmen, Verwaltungen oder anderen Institutionen zu. Regeln für technisch-organisatorische Maßnahmen, den Aufbau und Betrieb von Rechenzentren sind in der DIN EN 50600 beschrieben.
Die gängige Abkürzung ist RZ, organisationsabhängig kann mit ZER (zentrale Einrichtung Rechenanlagen) ebenfalls ein Rechenzentrum gemeint sein.
In den Betrieben und staatlichen Einrichtungen der DDR waren entsprechende Einrichtungen häufig mit Organisationsabteilungen verbunden und wurden als Organisations- und Rechenzentrum, abgekürzt ORZ, bezeichnet.

## Aufgaben

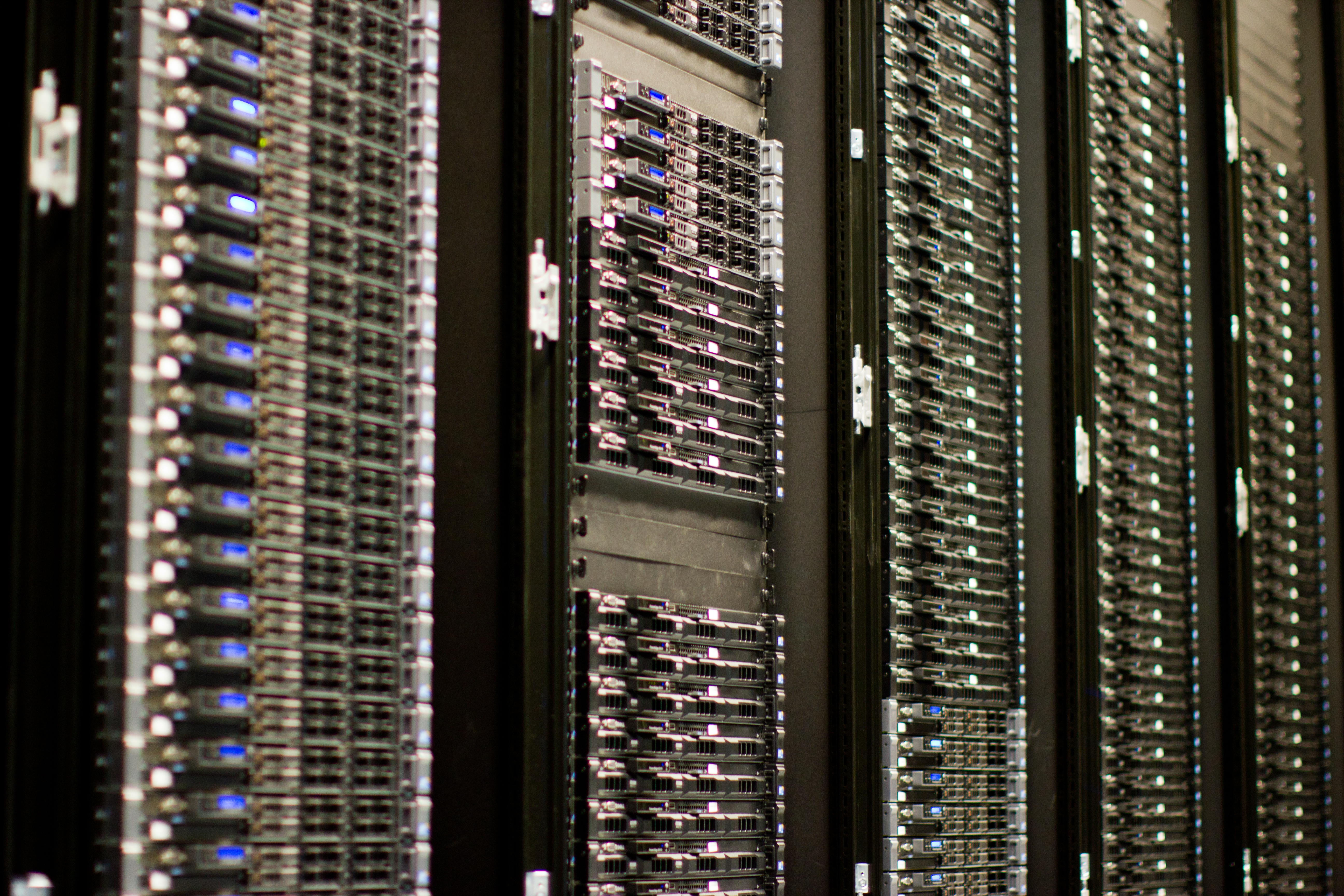
Zahlreiche Server der Wikimedia Foundation in mehreren Racks

Rechenzentren waren häufig einer administrativen Stelle zugeordnet, zum Beispiel der Finanzverwaltung, einer Forschungseinrichtung, einer Hochschule oder einem kommerziellen Betrieb wie einer Bank oder einer Versicherung. Diese administrativen Stellen haben die Anforderung, große Datenmengen zu verarbeiten, etwa die Steuererklärungen aller Bürger eines Bundeslandes. Deshalb war auch eine umfangreiche Maschinenausstattung notwendig, die nur konzentriert in einem Rechenzentrum gepflegt werden konnte. Mittlerweile ist das Outsourcen von Rechenzentren eine häufige und erfolgreich umgesetzte Option.
In den Prä-PC-Zeiten wurden vom Staat sog. Gebietsrechenstellen geschaffen, die die Aufgabe hatten, Rechenkapazität für staatliche Einrichtungen zur Verfügung zu stellen. Meist unterstanden diese Gebietsrechenstellen den Landesämtern für Statistik und Datenverarbeitung, gelegentlich waren sie auch Hochschulen zugeordnet. In der DDR gab es sogenannte Datenverarbeitungszentren, sie entsprechen heute etwa den kommunalen Gebietsrechenzentren.
Moderne Rechenzentren stellen eine hochredundante Infrastruktur bereit, in der Server mit minimalen geplanten Ausfallzeiten arbeiten können. Sämtliche für den Betrieb benötigten Anlagen sind mehrfach vorhanden. Beispielsweise sorgen Klimageräte für die dringend benötigte Kühlung der Hochleistungsrechner, es werden allerdings mehr Geräte genutzt als für die im normalen Betrieb abgegebene Wärmemenge benötigt würden. Auf diese Weise können regelmäßig einzelne Aggregate gewartet werden, ohne dass es Auswirkungen auf den gesamten Betrieb hat. Die gleiche Anforderung für die Bereitstellung der Stromversorgung zu erfüllen, ist jedoch deutlich aufwändiger. Moderne hochwertige Server besitzen üblicherweise zwei Netzteile, die unabhängig voneinander den gesamten Server versorgen können. Diese Netzteile werden in einer Kreuzverkabelung mit unterschiedlichen Stromführungen verbunden. Auf diese Weise kann jeweils eine Seite der Stromversorgung gewartet werden, ohne die Server zu stören. Jede Stromversorgung umfasst eine eigene USV und eigene Netzersatzanlagen, deren Wartung somit ebenfalls keine Ausfallzeiten erzeugt. Geräte mit nur einem Netzteil würden dann einen Single Point of Failure darstellen, wenn sie nicht mittels eines automatischen Transferschalters mit der jeweils stromführenden Schiene verbunden werden. Abgeschlossen wird diese Installation mittels eines doppelten (redundanten) Anschlusses der Stromversorgung an unterschiedliche Transformatoren und getrennte Netzbereiche des lokalen Energieversorgungsunternehmens. Wartungen an dieser Infrastruktur sind, trotz der Eigenschaft, dass nun erst nach drei bis fünf aufeinander folgenden Fehlern eine Störung möglich wird, noch immer sorgfältig zu planende und abzustimmende kritische Eingriffe, da Fehlhandlungen der Infrastruktur-Administration hier noch nicht automatisiert abgefangen werden können.

## Wirtschaftliche Bedeutung
Rechenzentren stellen eine Grundvoraussetzung für die Digitalisierung dar und haben großen Einfluss auf die wirtschaftliche Entwicklung. Sie werden als unverzichtbar betrachtet, um den wachsenden Bedarf nach digitalen Anwendungen zu decken und sichern in Deutschland mehr als 200.000 Arbeitsplätze. Konkret gab es im Jahr 2017 in deutschen Rechenzentren 130.000 Vollbeschäftigte, weitere 85.000 Arbeitsplätze waren direkt von Rechenzentren abhängig.
Jährlich werden in Deutschland über 8 Mrd. Euro in den Bau, die Modernisierung und die IT von Rechenzentren investiert. Davon fließen knapp 7 Mrd. Euro in die IT-Hardware, und etwas über 1 Mrd. Euro in Neubau und Modernisierung von RZ-Gebäuden, Gebäudetechnik und -sicherheit.
Die Branche verzeichnet seit Jahren zweistellige Wachstumsraten. Trotz steigender Investitionen schrumpfen jedoch die Marktanteile sowohl auf globaler Ebene, insbesondere mit Blick auf Asien und Nordamerika, als auch auf europäischer Ebene, wo das Wachstum in Deutschland nicht mit jenem in Skandinavien und den Niederlanden mithalten kann. Einer der Gründe liegt dabei in den hohen Stromkosten. Insbesondere bei den Stromnebenkosten in Form von Steuern, Abgaben und Netzentgelten tragen Rechenzentren in Deutschland die europaweit höchste Last. Da diese Situation seit vielen Jahren besteht, findet zunehmend eine anteilige Verlagerung von Rechenzentrumskapazitäten ins Ausland statt. Zwischen 2010 und 2020 wird eine Abnahme des Weltmarktanteils deutscher Rechenzentren von 5 % auf 4 % prognostiziert. Hinzu kommt das Problem des Fachkräftemangels in der Branche, welches jedoch auch in anderen europäischen Ländern zu beobachten ist.

## Organisatorische Aufteilung
Ein normales Rechenzentrum sieht im Rahmen der Betreuung der Geräte eine organisatorische Dreiteilung vor.

### Systemtechnik

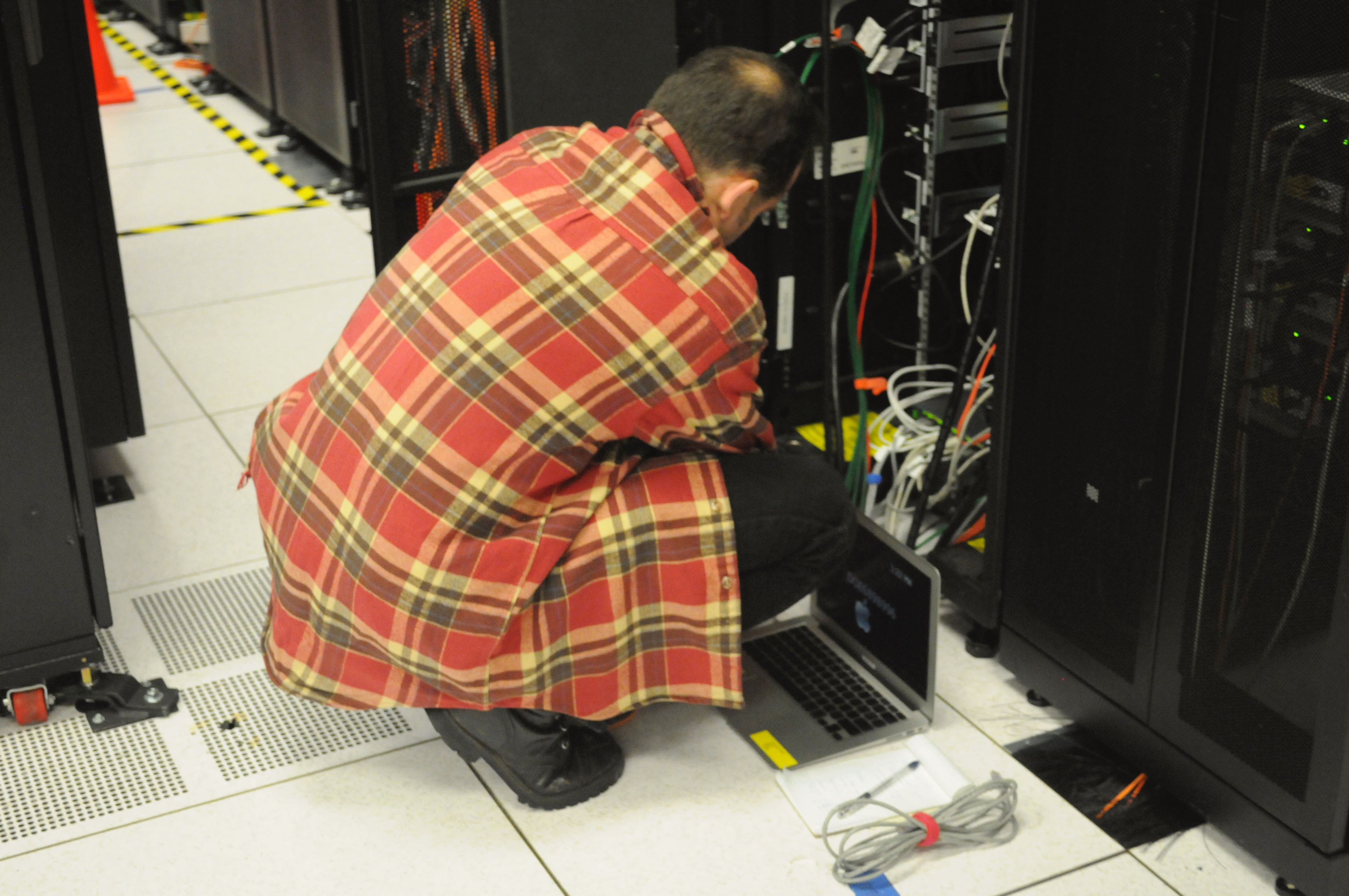
Techniker mit Laptop an einem Rack

Die Systemtechnik ist für die Hardware verantwortlich. Die Systemtechniker reparieren defekte Geräte, führen technische Installationen am Gerät aus, kümmern sich um die Verkabelung etc. Die Mitarbeiter aus der Systemtechnik sind in der Regel in der Nähe der elektrotechnischen Berufe anzusiedeln.

### Systemverwaltung
Die Systemverwaltung ist für die Administration der Maschinen zuständig. Man spricht daher auch von der Systemadministration bzw. einfach nur von der Administration. Die Mitarbeiter sind für die softwareseitige Konfiguration des Maschinenparks verantwortlich. Wird beispielsweise von der Systemtechnik ein neues Festplattenlaufwerk hardwaremäßig angeschlossen, so muss die Systemverwaltung dafür sorgen, dass dieses Laufwerk auch softwareseitig von den Rechnern erkannt und benutzt werden kann.
Die Verantwortung der Systemverwaltung ist es, die Maschinen am Laufen zu halten, abgestürzte Maschinen wieder aufzusetzen, Software zu installieren und die Systeme zu überwachen. Weiterhin sind die Systemverwalter für die Datensicherheit zuständig, sie arbeiten zum Beispiel Datensicherungspläne („Backuppläne“) aus und sorgen für deren Vollzug. Die Softwareseite des Datenschutzes obliegt ebenfalls der Systemverwaltung.
Die Administration von Software kann in den Bereich der Systemverwaltung fallen, wenn nicht eine eigene Abteilung für derartige Aufgaben benannt worden ist (Datenbanken, Kommunikationssysteme etc.).
Systemverwalter haben meistens eine IT-Ausbildung.

### Operating
Das Operating (englisch für „[die] Bedienung“) übernimmt tendenziell Hilfsaufgaben, die vom Wechseln des Druckerpapiers, (ebenso vor allem in den Anfängen) dem Schneiden der Ausdrucke und deren Verteilung oder dem Einlegen von Magnetbändern oder ähnlichem bis zur Umdefinition von Prioritäten in den Prozessabläufen reichen. Operator (der Bediener) war in den siebziger Jahren noch ein sehr qualifizierter Beruf; damals sorgten Operateure für die optimale Nutzung der Großrechner. Dazu analysierten sie die anstehenden Prozesse nach ihrem Ressourcenbedarf und sorgten – z. B. durch manuelles Anstarten verschiedener Prozesse – für eine optimale Systemauslastung und für die Vermeidung insbesondere von ressourcenbedingten Störungen oder einem deadlock. Durch die Verbilligung und Leistungssteigerung der Hardware sowie immer intelligentere Betriebssysteme ist dieses Problem heutzutage in der Regel entschärft.
Durch fortschreitende Automatisierung sind viele Aufgaben, die früher von Operateuren wahrgenommen wurden, überflüssig geworden. Eine ihrer Hauptaufgaben besteht heute darin, Rechner nach Abstürzen neu zu starten, neuinstallierte Komponenten von Systemtechnikern oder Administratoren in den Normalbetrieb zu übernehmen oder Auffälligkeiten im Betrieb, insbesondere Netzbetrieb zu erkennen und weiterzumelden. Die Kosten durch Ausfälle rechtfertigen die Personalkosten ohne weiteres.

## Räume

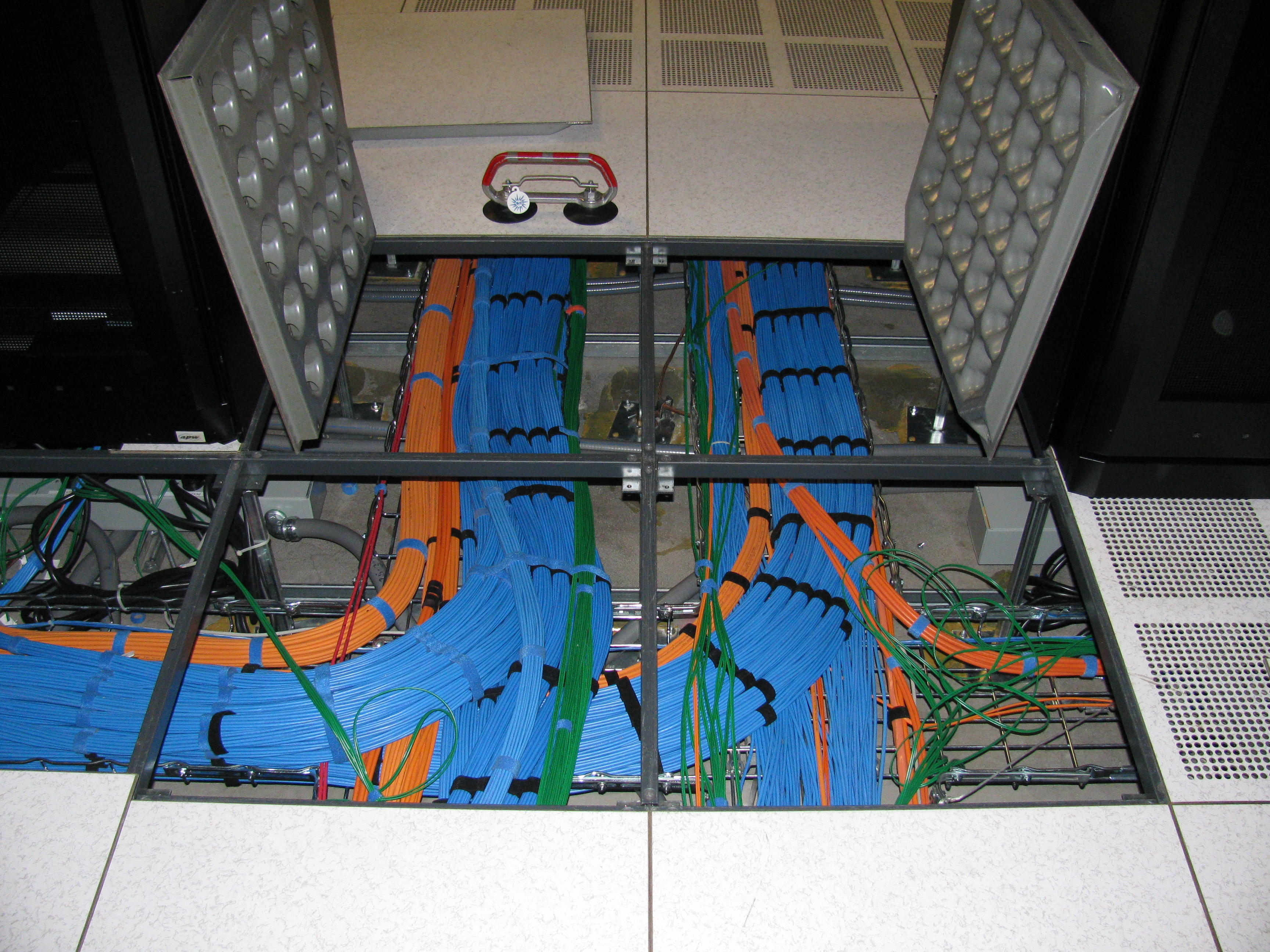
Netzwerkkabel im Boden

Ein Rechenzentrum auf dem Stand der Technik ist mit zwei Räumen ausgestattet, einem Sicherheitsraum für die sog. Feintechnik (IT-Systeme) und einem Raum für die sog. Grobtechnik (Klimatisierung, Energieversorgung, Löschmittel etc.). Ein Rechenzentrum kann mit einem geräumigen Doppelboden ausgestattet sein, durch den nicht nur die Verkabelung, sondern auch kühle Luft von der Klimaanlage zu den Geräten geführt wird. Netzwerkschränke stehen sich in geschlossenen Reihen mit ihren Vorderseiten oder Rückseiten gegenüber. Weil die Geräte Luft vorn ansaugen und hinten ausblasen, werden damit sogenannte kalte Gänge und heiße Gänge gebildet. Vor den Schränken wird kühle Luft aus dem Boden ausgeblasen und hinter den Schränken warme Luft an der Decke abgesaugt.
Eine Maßnahme zur kostenmindernden Effizienzsteigerung der Kühlung im Rechenzentrum ist die Einhausung von Kaltgängen (auch Kaltgangeinhausung oder Cold Aisle Containment genannt), in die die kalte Luft aus dem Doppelboden einströmt.
Server-Racks mit hohen Wärmeverlustleistungen (> 10 kW pro Rack) sind mit einer Kühlung über einen Druckdoppelboden nicht mehr ausreichend zu kühlen. Dafür gibt es spezielle Rackkühlungen mittels Wasser- oder Kältemittelkreislauf, die die Wärme direkt am Rack abführen.
Die hohe Leistungsdichte und damit einhergehende Wärmeentwicklung erfordert nicht nur aufwendige Maßnahmen zur Kühlung, sondern bewirkt durch den Lärm der in den Geräten enthaltenen Ventilatoren auch, dass während des Aufenthalts im Feintechnikraum evtl. auch ein Gehörschutz erforderlich ist. Eine direkte Rackkühlung ist gegenüber einer indirekten Luftkühlung energieeffizienter und auch weniger laut.
Die Anforderungen an die Verfügbarkeit von Rechenzentren sind hoch. Sie werden deshalb mit redundanten Klimaanlagen, unterbrechungsfreien Stromversorgungen, Brandmeldeanlagen und einer Löschanlage ausgestattet.

## Sicherheit

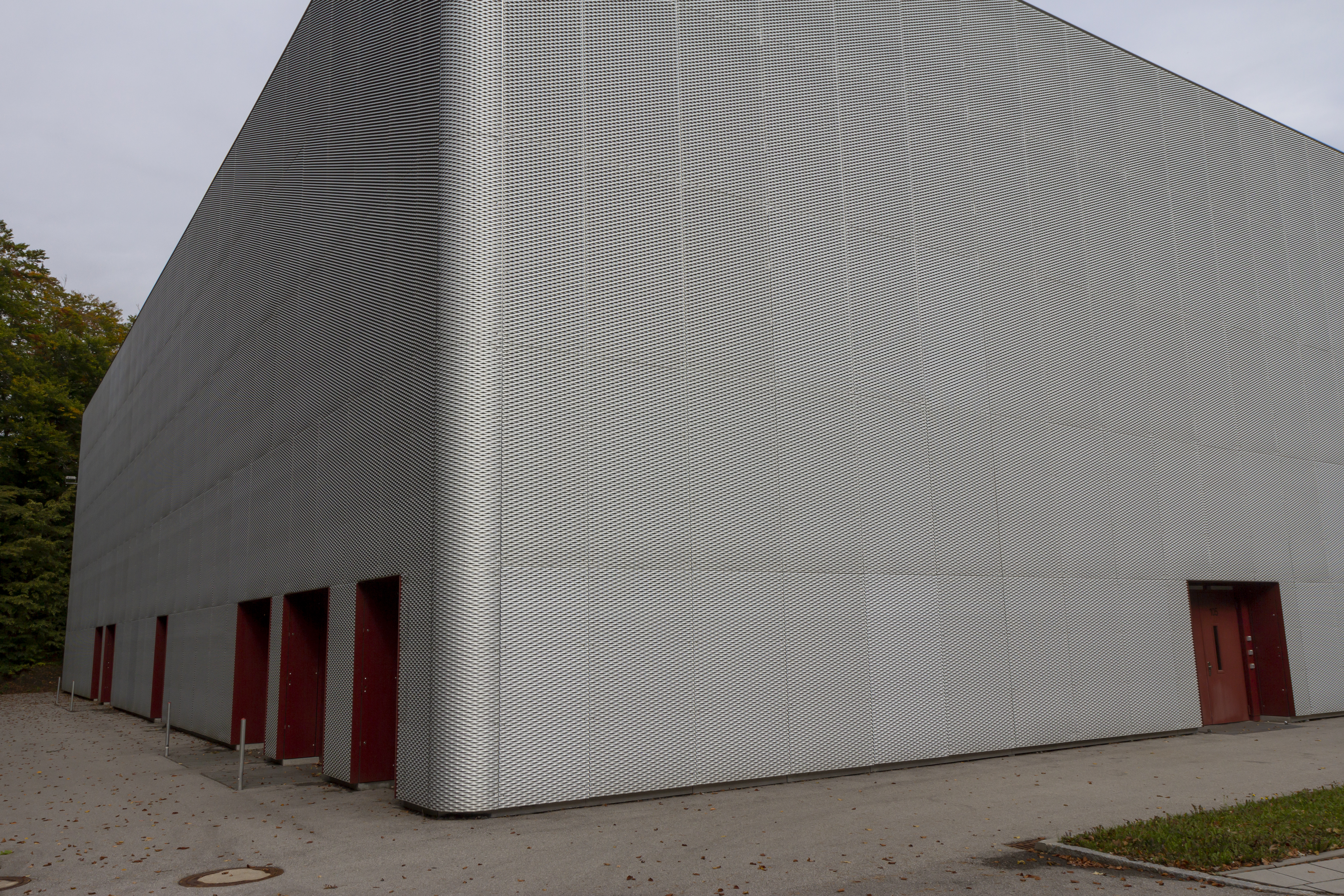
Gesicherte Eingänge zum Rechenzentrum in der BND-Liegenschaft in Pullach

Abhängig vom administrativen Umfeld gibt es unterschiedlich starke Sicherheitsanforderungen an Rechenzentren. Meist wird lediglich der Zutritt kontrolliert und die Räume sind durch Alarmanlagen gesichert. Einige sind sogar in einem Bunker untergebracht, der unterirdisch mehrere Stockwerke umfasst, Druckwellen, Hitze und ionisierende Strahlung fernhält und mitunter sogar EMP-gesichert ist. Der Zutritt ist auf jeden Fall strikt reglementiert.
Dem Brandschutz und der Vermeidung von Feuern wird ein besonderer Stellenwert eingeräumt. Neben Brandabschottungen sind es Löschanlagen, die Hardwareschäden minimieren können. Wasser, Löschschaum oder Pulverlöschsysteme können einem Großrechner mehr Schaden zufügen als ein verschmortes Kabel. Aus diesem Grund werden in modernen Rechenzentren vielfach Halone als Löschmittel vorgehalten.
Im Gegensatz zu bisher verwendeten Löschgasen beruht deren Wirkung hauptsächlich auf Unterbrechung des Brandes auf chemischem Weg (ähnlich wie bei Pulver als radikalischer Inhibitor), während z. B. Stickstoff oder Argon die Flammen nur durch die Verdrängung des Sauerstoffs bei Flutung des Raumes ersticken. Die Gase sind elektrisch nicht leitfähig und Kurzschlüsse werden vermieden. Durch die Begrenzung der Gaskonzentration auf einen festgelegten Wert sind die Räume von gesunden Personen weiterhin begehbar. Andere Gase wie Kohlenstoffdioxid sind bei neu errichteten Rechenzentren wegen der toxischen Wirkung sogar verboten. Der Einsatz von Löschgasen bewirkt allerdings einen Überdruck, so dass der Einsatz von Druckentlastungsklappen erforderlich ist.
Problematisch ist auch die rechtzeitige Früherkennung eines Brandes. Konventionelle punktförmige Brandmelder sind für den Einsatz in einem Rechenzentrum schlecht geeignet, weil durch den Einsatz von Kühlsystemen bis zu 1 m dicke Warmluftpolster unter der Decke entstehen können, so dass der Rauch nicht an den Melder gelangt. Darüber hinaus arbeiten moderne Server-Racks mit hohen Luftwechselraten, die den Rauch stark verdünnen. Der Branchenverband BITKOM empfiehlt daher den Einsatz hochsensibler Rauchansaugsysteme.
Alternativ oder ergänzend zu einer Branderkennung und automatischen -löschung gibt es auch Sauerstoffverarmungssysteme, die den Anteil des Luftsauerstoffs so weit absenken (von 21 % auf 13,5 % bis 17 %) und durch inertes Gas austauschen (in der Regel Stickstoff), dass sich ein Feuer nur sehr schwer oder gar nicht mehr entzünden kann. Der verbleibende O2-Partialdruck bei z. B. 15 % entspricht dem in einer Höhe von 2700 m, so dass es für gesunde Menschen nur minimale Einschränkungen gibt.
Die Archivierung von wichtigen Datensicherungen findet in einem anderen Brandabschnitt mit zum Teil höheren Schutzwertigkeiten (Temperatur im Brandfall max. 50 °C) statt.
Durch Bauarbeiten, Wartungsarbeiten oder Reparaturarbeiten im Rechenzentrum kommt es zu Staubablagerungen. Baustaub hat durch die grobe Körnung sogar eine schleifende, abrasive Eigenschaft und kann zu Schäden an beweglichen Teilen, wie Lüfter und Backup-Komponenten führen. Staub behindert die nötige Wärmeabfuhr und kann Korrosion, Überhitzung und Ausfälle verursachen. Ruß durch Rauchentwicklungen z. B. nach einem Brandschaden kann die Wärmeabfuhr der RZ-Komponenten vermindern und ist wie Zink-Whisker elektrisch leitfähig. Dadurch erhöht sich das Risiko von Kurzschlüssen an Baugruppen und Elektronik der RZ-Komponenten. Bauarbeiten im Rechenzentrum können dermaßen Staub erzeugen, dass der Betrieb der IT-Systeme ernsthaft gefährdet ist und die IT-Sicherheit rapide sinkt. Als anerkannter Standard für die Sauberkeit von Rechenzentren gilt die ISO 14644-1 Klasse 8. Führende Hardware-Hersteller fordern für einen einwandfreien Betrieb ihrer Hardware die Einhaltung dieser Reinraumklasse. Die DIN EN ISO 14644 war ursprünglich für Reinräume und „kritische Umgebungen“ vorgesehen, hält aber zunehmend auch in Rechenzentren Einzug.

## Test-Rechenzentrum
Ein Test-Rechenzentrum ist ein Reallabor oder eine Prüfeinrichtung, wo die übliche Rechenzentrumsinfrastruktur vorhanden ist. Mit einem Test-Rechenzentrum ist somit die optimale Umgebung gegeben, neue Innovationen und Lösungen im Bereich Rechenzentrum zu entwickeln. Weiterhin können erfolgversprechende Ansätze, Technologien, Ideen, Proofs of Concept oder Produkte im Rahmen eines Test-Rechenzentrums erprobt und getestet werden. Ein Test-Rechenzentrum bietet auch die Möglichkeit, Open Innovation oder Co-Innovation zu betreiben. Dabei können neue Kooperationen mit Unternehmen, Startups und Forschungsinstituten entstehen und Know-how ausgetauscht werden.
Ein Beispiel für solch ein Test-Rechenzentrum ist der Green IT Cube des GSI Helmholtzzentrum für Schwerionenforschung in Darmstadt.

## Notfallrechenzentrum
Um für Katastrophen, engl. disaster, (z. B. ein Erdbeben, ein Anschlag oder ein Brand) oder Ausfallzeiten, engl. downtime, (geplant für z. B. Updates oder ungeplant bei Störungen) gerüstet zu sein, gibt es als Redundanz-Szenario das Backup-Rechenzentrum (manchmal auch Geo-Redundanz). Dabei wird ein zweites Rechenzentrum, räumlich vom Originalrechenzentrum deutlich getrennt (je nach Anforderung und möglichen Ausfallszenarien in einem anderen Stadtteil, Land oder sogar Kontinent), möglichst komplett dupliziert. Die Duplizierung gilt sowohl für die Hardware als auch für die Software und die jeweils aktuellen Daten. Sollte das Originalrechenzentrum ausfallen, so kann der Betrieb im Backup-Rechenzentrum fortgesetzt werden. Limitierende Faktoren sind die Duplizierung der Daten pro Zeitspanne und die „Umschaltzeit“. Auch eine nur teilweise Redundanz z. B. nur der unternehmenskritischen Systeme und Daten ist aus Kostengründen anzutreffen.
Hochsicherheitsrechenzentren sind bis zu einigen Dutzend oder gar Hunderten von Metern unter der Erde in Stollen, Bunkern und ähnlichen Umgebungen untergebracht. Das BSI fordert inzwischen einen Mindestabstand für georedundante Rechenzentren von 100 km, wobei mindestens 200 km empfohlen werden.
Notfallpläne und Ausstattung sehen oft vor, dass die Arbeitsräume der Mitarbeiter bis auf die Ausstattung des einzelnen Arbeitsplatzes 1:1 kopiert werden, sodass die Arbeiten in den Räumlichkeiten des Backup-Rechenzentrums mit sehr kurzer Verzögerung fortgesetzt werden können.
Der Grund für die Aufwendungen in Zeit, Personal und Geld ist nachvollziehbar: Der Ausfall eines Rechenzentrums wird als Unternehmensgefährdung bis hin zur Insolvenz angesehen.
Um die doppelte Ausrüstung nicht nur für den Notfall stehen zu lassen, der nur eher selten eintritt, wird in der Regel auch diese Rechenkapazität genutzt. Es wird daher nach Produktions- und Testsystemen unterschieden. So kann zum Beispiel der Server, der für die Produktion genutzt wird, im Hauptrechenzentrum stehen, während ein identischer Server im Backuprechenzentrum nur zur Entwicklung und zum Testen genutzt wird. Bei einem Ausfall des Hauptrechenzentrums wird der Entwicklungs- und Testserver für die Aufrechterhaltung der Produktivsysteme genutzt. Es ist für diese Zeit dann zwar kein Entwickeln mehr möglich, aber die akut wichtigere Produktion fällt nicht aus.
In der Kombination aus Haupt- und Backup-Rechenzentrum wächst aber auch die Gefahr, notwendige Erweiterungen und Ergänzungen (Klima, Energie, Zutritt, Überwachung, Energieeffizienz) nicht oder nur verspätet vorzunehmen, da es ja eine vermeintlich weitere Sicherheitsstufe durch das Vorhandensein eines Backup-Rechenzentrums gibt.

## Notfall-Management
In jeder Konfiguration von Rechenzentren ist ein Notfall- oder Katastrophenmanagement unabdingbar. Jeder Beteiligte muss im Ernstfall wissen, was zu tun und wer zu informieren ist. Die Grundlage dieses Wissens und Handelns ist das Notfallhandbuch, in dem alle relevanten Informationen über das Rechenzentrum, die eingesetzten Systeme und Infrastrukturen, die „schnelle Eingreiftruppe“ und der Ablaufplan inkl. aller Personen und deren Kontaktdaten enthalten sein müssen. Zur Überprüfung der Notfallszenarien sind realistische und periodische Tests durchzuführen.

## Energieverbrauch und Energienutzung

### Kennzahlen
Im Jahr 2018 betrug der Stromverbrauch der Rechenzentren weltweit ca. 205 TWh. Da es sich bei der Bestimmung des weltweiten Energieverbrauchs von Rechenzentren aber im Allgemeinen um modellbasierte Hochrechnungen handelt, ist dieser Wert ein Näherungswert und keine empirisch quantifizierte Größe.
Im Jahr 2018 betrug der Energiebedarf der Rechenzentren in Deutschland 14 Milliarden Kilowattstunden. Bis 2020 stieg er auf 16 Milliarden, also drei Prozent des gesamten deutschen Stromverbrauchs. Davon entfällt nur ein Teil auf den tatsächlichen Betrieb der IT, ca. 50 Prozent werden durch Kühlung, USV und andere Komponenten verursacht. Große Rechenzentren können einen dauerhaften Leistungsbezug von 100 MW elektrischer Energie aufweisen.
Auf die geschätzten 85 Rechenzentren in der Schweiz entfallen fast vier Prozent des Schweizer Stromverbrauchs (Stand: 2022). Im Jahr 2019 betrug der Stromverbrauch der Rechenzentren und Serverräume in der Schweiz rund 2,1 Milliarden Kilowattstunden oder 3,6 Prozent des gesamten Schweizer Stromverbrauchs. Im Jahr 2013 lag der Stromverbrauch der schweizerischen Rechenzentren noch bei rund 1,7 Milliarden Kilowattstunden oder 2,8 Prozent des Gesamtstromverbrauchs in der Schweiz.
2023 überstieg der Stromverbrauch von Rechenzentren Irlands erstmals den der Gesamtheit der irischen Haushalte. Laut Internationaler Energieagentur (IEA) machten Rechenzentren 2022 etwa 1,0 bis 1,5 Prozent des globalen Stromverbrauchs aus. Mit dem Boom von Sprachmodellen und generativer KI ist dieser weiter stark angewachsen, sodass bis 2030 vielerorts mindestens von dessen Verdopplung ausgegangen wird.
2024 berichtete The Guardian, dass die von 2020 bis 2022 verursachten CO2-Emissionen der Rechenzentren von Google, Microsoft, Meta und Apple die zunächst veröffentlichten Zahlen um das 7-fache übertrafen. Amazon nimmt dabei weiterhin die Spitze der Emittenten in der Gruppe der GAFAM-Konzerne ein. Diesbezüglich soll im stillgelegten Kernkraftwerk Three Mile Island sogar wieder ein Reaktor in Betrieb genommen werden.

### Green IT
Alle Maßnahmen, die zu einer effizienteren Ressourcenauslastung des IT-Equipments, einer Reduktion der CO2-Emissionen sowie zu einer höheren Energieeffizienz beitragen, werden unter den Begriff Green IT subsumiert. Seit 2006 zählt Green IT zu den Leitthemen der IT-Branche und konnte sich weitestgehend von dem Vorwurf befreien, bloßes Marketinginstrument zu sein. Herstellerunabhängige Empfehlungen zur Gestaltung einer RZ-Umgebung im Sinne der Green IT sind auf Webseiten des Bitkom, von Gartner, dem Borderstep Institut und Uptime Institute zu finden. Größere Rechenzentren  in Deutschland (von wenigen Ausnahmen abgesehen, z. B. Rechenzentren die reine Netzknoten sind) fallen ab 2024 unter die Vorgaben des Energieeffizienzgesetz.

### Wärmeauskopplung
Rechenzentren besitzen aufgrund ihres hohen Energiebedarfs, der mit einem erheblichen Kühlbedarf für das Abwärmemanagement einhergeht, ein großes Potenzial für die Wärmeauskopplung. Zur Steigerung der Energieeffizienz kann die im Betrieb entstehende Abwärme mit Großwärmepumpen genutzt und die gewonnene Wärmeenergie anschließend in Nah- und Fernwärmenetze eingespeist werden. Mit Stand 2017 wird dies z. B. in Rechenzentren in Stockholm und Helsinki bereits praktiziert. Unter Einsatz von Flüssigkeitskühlung können Temperaturen von bis zu 60 °C erreicht werden, was ausreichend ist, um ohne Wärmepumpeneinsatz direkt in Fernwärmenetze der vierten Generation einzuspeisen. Alternativ ist auch eine direkte Einspeisung in Kalte Nahwärmenetze möglich, da diese auf einem ausreichend niedrigen Temperaturniveau arbeiten, um erzeugerseitig auf eine Wärmepumpe verzichten zu können. Praktiziert wird letzteres z. B. in kalten Nahwärmesystemen in Zürich, Wallisellen und Heerlen.

### Potenzial zur Lastverschiebung
Rechenzentren bieten zudem hohes Flexibilitätspotenzial in intelligenten Stromnetzen. Da Rechenzentren üblicherweise nur teilausgelastet sind und manche Rechenoperationen nicht zeitkritisch sind, kann Rechenleistung bei Bedarf sowohl räumlich als auch zeitlich verschoben werden. Somit kann regional der Verbrauch gezielt gesenkt oder erhöht werden, ohne dass dies Auswirkungen auf die erbrachte Dienstleistungen hat. Weiteres Potenzial ergibt sich über die üblicherweise installierten Systeme zur Unterbrechungsfreien Stromversorgung wie Batterien und Notstromaggregate, die ebenfalls für die Erbringung von Regelleistung oder Spitzenlastdeckung eingesetzt werden können. Auf diese Weise könnten Systemkosten minimiert werden. Insgesamt wird für möglich gehalten, dass europäische Rechenzentren im Jahr 2030 ein Lastverschiebungspotenzial von einigen GW bis einigen Dutzend GW besitzen.

## Atomkraft für Rechenzentren
Die Konzerne Amazon, Microsoft und Google kündigten 2024 an, für den Betrieb ihrer Rechenzentren wieder auf Atomkraft zu setzen. Die Konzerne geben als Argument den erhöhten Energiebedarf an, der durch Technologien wie KI entsteht. Microsoft plant den Nachbarreaktor des in den 1970er Jahren havarierten AKW in Harrisburg wieder zur Inbetriebnahme verhelfen. Michael Terrell, Senior Director für Energie und Klima bei Google kommentiert die Entscheidung: „Wir sind der Meinung, dass Kernenergie eine wichtige Rolle spielen kann, um unseren Bedarf rund um die Uhr auf saubere Weise zu decken.“

## Energieeffizienter Rechenzentrenbetrieb
Um einen umweltschonenden Betrieb eines Rechenzentrums nachzuweisen, sind verschiedene Zertifizierungen auf dem Markt verfügbar. Hierzu zählen beispielsweise die Zertifizierungen nach EMAS oder die Zertifizierung nach dem Blauen Engel. Eine Zertifizierung ist vor allem für Rechenzentrum interessant wenn diese ihre Dienstleistungen an Dritte verkaufen und somit die Zertifizierung als zusätzliches Marketingargument verwenden können. Bisher mit dem Blauen Engel ausgezeichnet wurden das Bundesamt für Seeschifffahrt und Hydrographie, das GSI Helmholtzzentrum für Schwerionenforschung und das Höchstleistungsrechenzentrum Stuttgart.

## Besichtigung
Viele Rechenzentren werden mit personellem und technischem Aufwand überwacht und können nur von autorisiertem Personal betreten werden. Einige Rechenzentren zeigen im Rahmen von Tagen der offenen Tür einen Teil ihrer Systeme kleinen, geführten Besuchergruppen. Kommerzielle Rechenzentren und Anbieter von RZ-Flächen bieten – insbesondere für potenzielle Neukunden – Führungen an.
Niklas Maak schlägt in seinem Servermanifest vor, Rechenzentren anstelle ihrer architekturphilosophischen Einordnung als Nicht-Orte als neue städtische Begegnungsorte zur Diskussion von technologiepolitischen Fragestellungen zu konzipieren.